# 山口幸空
山口 幸空（やまぐち さら、2008年4月28日 - ）は、日本の体操選手。神奈川県横浜市出身。2023年世界ジュニア体操競技選手権大会の個人総合で2位と団体総合で優勝。2022年の全日本種目別選手権の平均台とゆかで優勝。

## 経歴
2021年の全日本種目別選手権のゆかで決勝に進出し、7位に入賞した。団体選手権では所属クラブの8位入賞に貢献し、個人総合で7位に入賞した。
2022年の全日本選手権の個人総合では10位。NHK杯では個人総合8位で、ゆかと平均台で大会最高得点を記録した。種目別選手権では平均台とゆかで金メダルを獲得。団体選手権では所属クラブの4位入賞に貢献し、個人総合で宮田笙子と岡村真に次ぐ3位となった。
2023年世界ジュニア体操競技選手権大会の代表に選出され、国際大会初出場を果たし、団体総合では中村遥香、水野壬華とともに出場し、金メダルを獲得した。団体総合は個人総合の予選を兼ねており、1位で決勝に進出するとともに段違い平行棒と平均台でも決勝に進出。個人総合では、中村に次ぐ2位。段違い平行棒で5位、平均台で4位に入賞。
2023年の全日本選手権個人総合の予選では54.566点で首位だったが、2日目の決勝の途中で左膝を負傷して途中棄権。その後、自身のSNSにて、左膝の前十字靱帯損傷と診断されたことを公表した。2024年の全日本選手権での復帰を目標にしていたが、同年3月、自身のInstagramで左膝前十字靭帯損傷を再発したことに伴い、トライアウトの参加を断念したことを報告。自身が目標にしていたパリオリンピックの出場が消滅したが、4年後のロサンゼルスオリンピックを目指すことを明らかにしている。

## 人物
大切にしている言葉は「有言実行」。